# Bờ (địa lý)

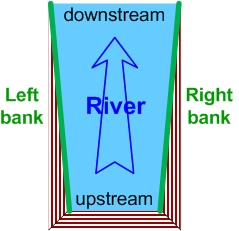
Sơ đồ bờ trái và bờ phải

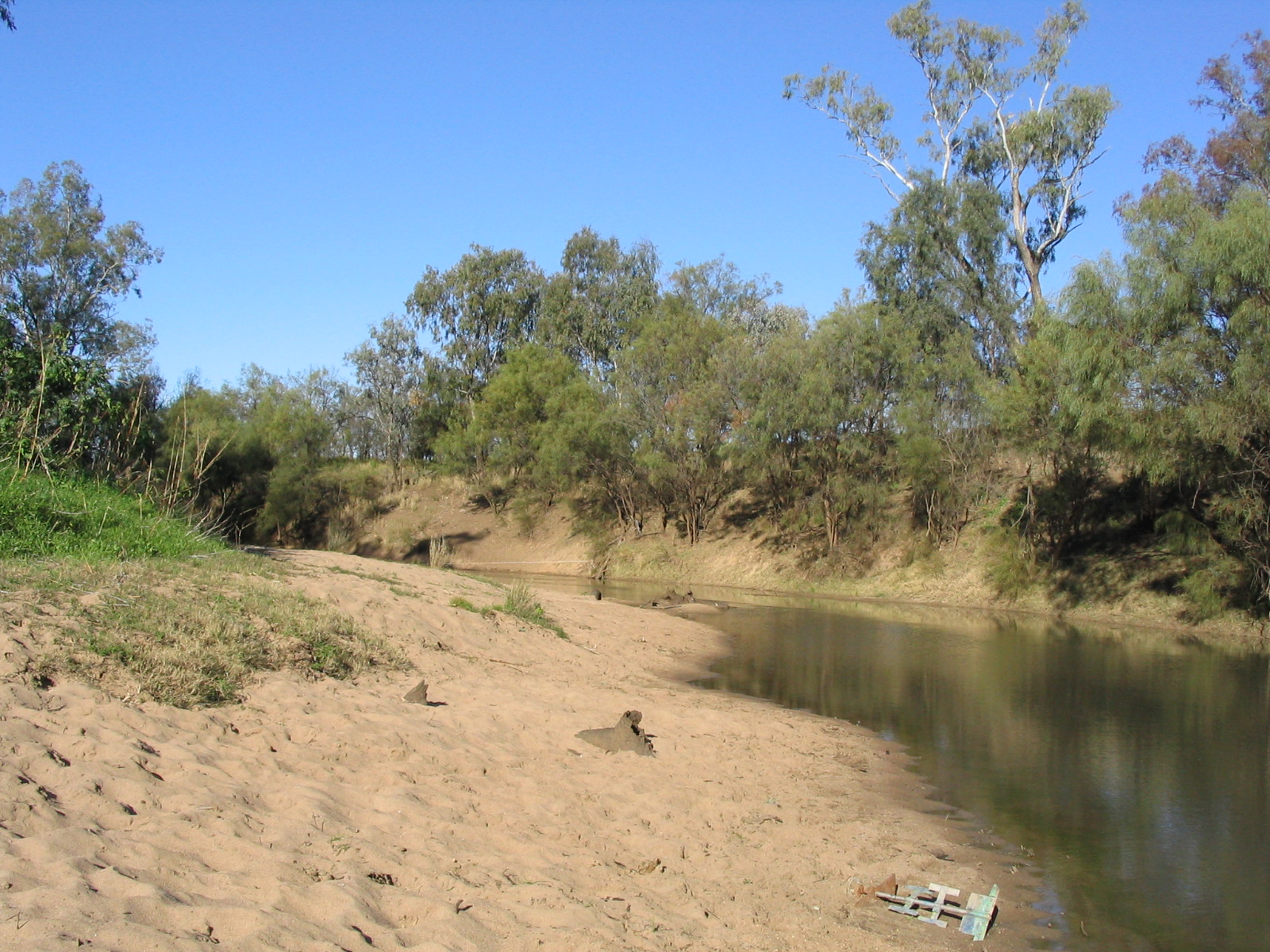
Một cồn điểm cát dốc (phía gần) và bờ cắt ổn định thảm thực vật (phía xa) trên sông Namoi, New South Wales, Úc. Hai điều này tạo thành bờ sông.

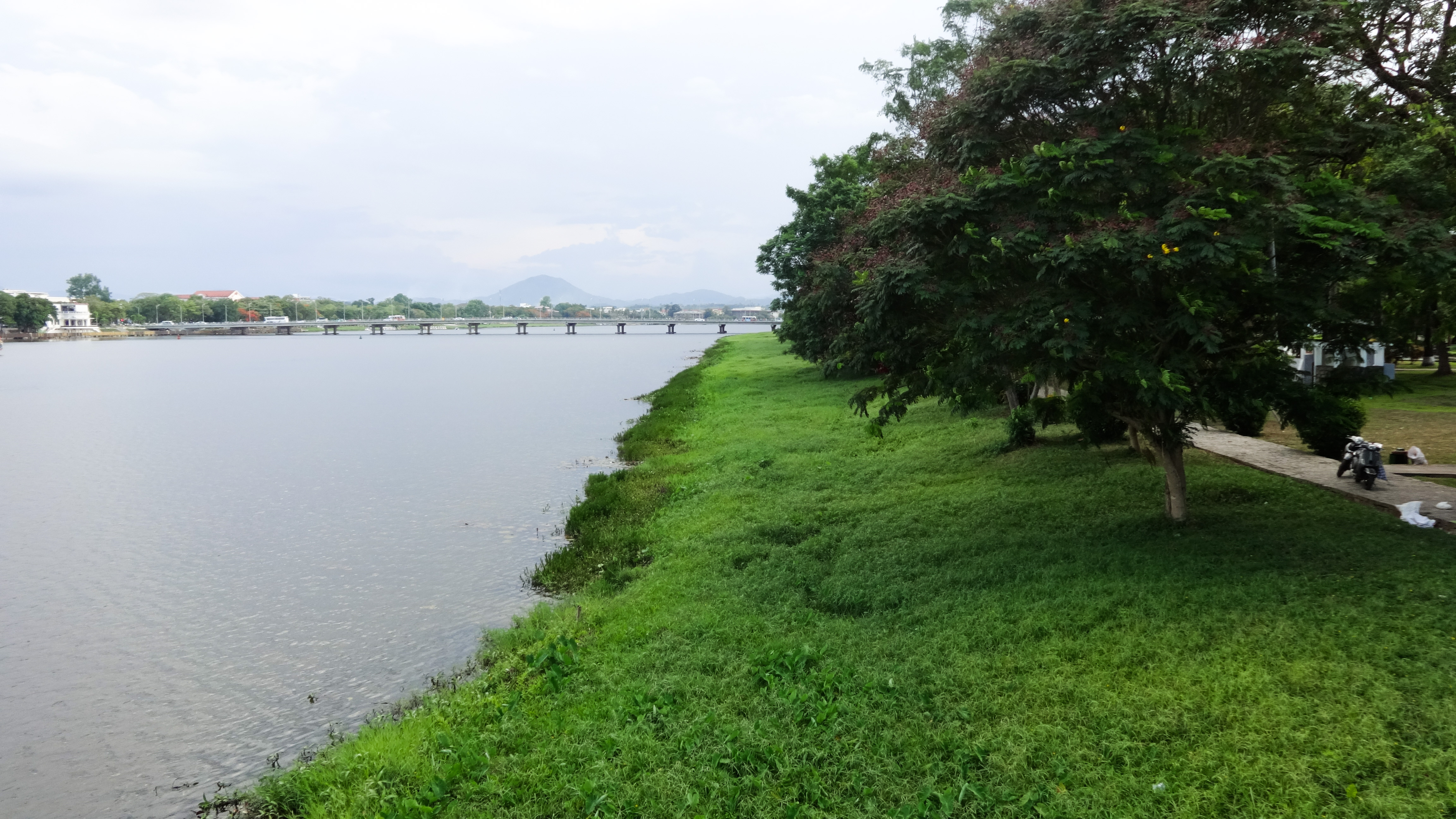
Bờ cỏ tự nhiên của sông Hương

Trong địa lý, bờ là từ thường nói đến vùng đất cùng với một vùng nước. Các cấu trúc khác nhau được gọi là bờ trong các lĩnh vực địa lý khác nhau, như sau.
Trong hồ học (nghiên cứu về vùng nước nội địa), một bờ suối hoặc bờ sông là địa hình dọc theo lòng sông, lạch hoặc suối. Bờ bao gồm các mặt của kênh, giữa đó dòng chảy bị giới hạn. Bờ của dòng chảy đặc biệt được nghiên cứu thông qua đến địa lý sông ngòi, nghiên cứu các quá trình liên quan đến sông suối và trầm tích và địa hình do chúng tạo ra. Lưu lượng lên bãi là một khoản  đủ lớn để lấp đầy kênh và vượt qua các bờ.
Các thuật ngữ mô tả bờ trái và bờ phải đề cập đến viễn cảnh của một người quan sát nhìn về phía hạ lưu, một ví dụ nổi tiếng về điều này là các phần của Paris như được xác định bởi dòng sông Seine. Bờ của ao, đầm lầy, cửa sông, hồ chứa hoặc hồ cũng được quan tâm trong giới hạn và đôi khi được gọi là bờ. Cấp độ của tất cả các bờ hoặc bờ biển này có thể thay đổi từ dọc sang dốc nông.
Trong sinh thái nước ngọt, bờ được quan tâm như là vị trí của môi trường sống ven sông. Các khu vực ven sông xảy ra dọc theo vùng sông cao và sông thấp và lòng suối. Các hệ sinh thái xung quanh và phụ thuộc vào một đầm lầy cỏ, đầm lầy cây thân gỗ, bãi lầy, hoặc cửa sông, đôi khi được gọi là bờ, tương tự như nghiên cứu về sinh thái nước ngọt.
Bờ cũng quan tâm đến việc điều hướng, trong đó thuật ngữ này có thể đề cập đến một hòn đảo chắn hoặc một cao nguyên ngập nước, như một bãi ngầm đại dương. Một hòn đảo chắn là một hòn đảo hẹp dài bao gồm cát và tạo thành một rào chắn giữa đảo đầm phá hoặc eo biển và đại dương. Một cao nguyên ngập nước là một độ cao tương đối bằng phẳng của đáy biển ở độ sâu nông (thường dưới 200 m), thường là trên thềm lục địa hoặc gần một hòn đảo.